# Championnats du monde de cross-country éliminatoire 2019
Navigation
2018 2020
Les championnats du monde de cross-country éliminatoire 2019 sont la 8e édition de ces championnats, organisés par l'Union cycliste internationale (UCI) et décernant les titres mondiaux en cross-country éliminatoire. Ils ont lieu le 15 août 2019 à Waregem en Belgique.

## Podiums
| Épreuves | Or                    | Argent       | Bronze          |
| -------- | --------------------- | ------------ | --------------- |
| Hommes   | Titouan Perrin-Ganier | Hugo Briatta | Joel Burman     |
| Femmes   | Gaia Tormena          | Isaure Medde | Coline Clauzure |

## Tableau des médailles
| Rang | Nation | Or | Argent | Bronze | Total |
| ---- | ------ | -- | ------ | ------ | ----- |
| 1    | France | 1  | 2      | 1      | 4     |
| 2    | Italie | 1  | 0      | 0      | 1     |
| 3    | Suède  | 0  | 0      | 1      | 1     |
|      | TOTAL  | 2  | 2      | 2      | 6     |